# Wydawnictwo Bajka
Bajka – wydawnictwo książek dla dzieci stworzone przez Katarzynę Szantyr-Królikowską we współpracy z grafikiem Piotrem Rychelem jako koncept byłych redaktorów naczelnych „Świerszczyka” i „Misia”. Pierwsze tytuły opublikowało jesienią 2009 roku. Od początku specjalizuje się we współczesnej polskiej literaturze dziecięcej. Wydaje polską prozę i poezję, a także przekłady ilustrowanych książek edukacyjnych. Nakładem Bajki ukazały się także kompendia o polskich symbolach narodowych.
Wydawnictwo zostało wyróżnione wieloma nagrodami i wyróżnieniami przyznanymi przez różne gremia jurorskie, między innymi wielokrotnie zdobyło tytuł Najlepszej Książki Dziecięcej Przecinek i Kropka w konkursie Empiku, dwukrotnie otrzymało nagrodę Książka Roku w konkursie Polskiej Sekcji IBBY oraz Nagrodę Literacką m.st. Warszawy, a także Nagrodę Literacką im. Kornela Makuszyńskiego. Tytuły Bajki znajdują się na Liście Skarbów Muzeum Książki Dziecięcej oraz na międzynarodowej Liście Białych Kruków Internationale Jugendbibliothek w Monachium (największego w Europie ośrodka badawczego nad książką dla młodego czytelnika).
Mottem wydawnictwa jest hasło: „kultura zaczyna się od dziecka”.

## Nagrody
- Zielona Gąska 2009 (nagroda literacka dla Małgorzaty Strzałkowskiej za książkę Zielony i Nikt)[7]
- Najlepsza Książka Dziecięca 2009 Przecinek i Kropka w konkursie Empiku (za Maleńkie Królestwo królewny Aurelki Roksany Jędrzejewskiej-Wróbel z ilustracjami Jony Jung)[8]
- Duży Dong 2009 (za książkę Zielony i Nikt Małgorzaty Strzałkowskiej z ilustracjami Piotra Fąfrowicza)[9]
- „Guliwer w krainie Olbrzymów” 2010 (nagroda dla wydawnictwa za działania na rzecz rozwoju kultury dla dzieci)[10]
- Pióro Fredry 2010 (za Zaczarowane historie Marii Ewy Letki z ilustracjami Elżbiety Wasiuczyńskiej)[11]
- Książka Roku 2010 w konkursie Polskiej Sekcji IBBY (nagroda literacka dla Marii Ewy Letki za Zaczarowane historie)[3]
- Zielona Gąska 2010 (nagroda literacka dla Jana Karpia za Piosenkę dla Karla)[12]
- Najlepsza Książka Dziecięca 2011 Przecinek i Kropka w konkursie Empiku (za O, ja Cię! Smok w krawacie! współautorstwa Magdy Wosik i Piotra Rychela)[2][13]
- Nagroda Literacka m.st. Warszawy 2012 (dla Małgorzaty Strzałkowskiej za autorską książkę Leśne Głupki i coś)[4][14]
- Najlepsza Książka Dziecięca 2012 Przecinek i Kropka w konkursie Empiku (za Niebieską niedźwiedzicę Joanny M. Chmielewskiej z ilustracjami Jony Jung)[2][15]
- Grand Prix OZGraf 2012 (za książkę Król i mgła Marii Ewy Letki z ilustracjami Ewy Poklewskiej-Koziełło)[16]
- Zielona Gąska 2013 (nagroda literacka dla Marcina Szczygielskiego za Czarownicę piętro niżej)[17]
- Grand Prix OZGraf 2013 (za książkę Zielony, Nikt i ktoś Małgorzaty Strzałkowskiej z ilustracjami Piotra Fąfrowicza)[18]
- Grand Prix OZGraf 2014 (w kategorii Wydarzenie Wydawnicze za książkę Mazurek Dąbrowskiego. Nasz hymn narodowy Małgorzaty Strzałkowskiej z ilustracjami Adama Pękalskiego)[19]
- Grand Prix OZGraf 2014 (za książkę Para-mara Jarosława Mikołajewskiego z ilustracjami Pawła Pawlaka)[19]
- VII Konkurs Literatury Dziecięcej im. Haliny Skrobiszewskiej (nagroda główna dla Marcina Szczygielskiego i Magdy Wosik za Tuczarnię motyli), 2015[20]
- Książka Roku 2016 w konkursie Polskiej Sekcji IBBY (nagroda literacka dla Marcina Szczygielskiego za książkę Klątwa dziewiątych urodzin)[21]
- Nagroda Literacka m.st. Warszawy 2017 (dla Marcina Szczygielskiego i Magdy Wosik za Klątwę dziewiątych urodzin)[22][23]
- IX Konkurs Literatury Dziecięcej im. Haliny Skrobiszewskiej 2017 (nagroda główna dla Marcina Szczygielskiego za Klątwę dziewiątych urodzin)[24]
- Najlepsza Książka Dziecięca 2017 Przecinek i Kropka w konkursie Empiku (za książkę Florka. Zapiski ryjówki Roksany Jędrzejewskiej-Wróbel z ilustracjami Jony Jung)[25]
- Feniks Specjalny 2018 (za projekt charytatywny Książka dla Syrii, w ramach którego ukazało się Moje cudowne dzieciństwo w Aleppo Grzegorza Gortata z ilustracjami Marianny Sztymy)[26]
- Ogólnopolska Nagroda Literacka im. Kornela Makuszyńskiego 2018 za książkę Pan Kardan i przygoda z vetustasem (statuetka Koziołka Matołka dla Justyny Bednarek)[27]
- Najlepsza Książka Dziecięca 2018 Przecinek i Kropka w konkursie Empiku (za książkę Bez piątej klepki Marcina Szczygielskiego z ilustracjami Magdy Wosik)[28]
- Najlepsza Książka Dziecięca 2019 Przecinek i Kropka w konkursie Empiku (za książkę Pomylony narzeczony Marcina Szczygielskiego z ilustracjami Magdy Wosik)[28]
- Najlepsza Książka Dziecięca 2019 Przecinek i Kropka w konkursie Empiku (za książkę Pracownia Aurory Roksany Jędrzejewskiej-Wróbel z ilustracjami Jony Jung)[28]
- Najlepsza Książka Dziecięca 2019 Przecinek i Kropka w konkursie Empiku (za książkę Uratuj Ziemię! Patricka Georga)[28]
- Nagroda Żółtej Ciżemki 2021 (dla Katarzyny Kozłowskiej i Agnieszki Żelewskiej za książkę O kruku, który chciał zostać papugą)[29]
- Ogólnopolska Nagroda Literacka im. Kornela Makuszyńskiego 2021 za książkę O kruku, który chciał zostać papugą (nagroda czytelników dla Katarzyny Kozłowskiej)[30]

### Lista Skarbów Muzeum Książki Dziecięcej
- Zielony i Nikt – Małgorzata Strzałkowska, il. Piotr Fąfrowicz, Warszawa 2009, 2014
- Gryzmoł – Dorota Gellner, il. Ewa Poklewska-Koziełło, Warszawa 2009
- Tajemnicze sprawy – Maria Ewa Letki, il. Ewa Poklewska-Koziełło, Warszawa 2009
- Zaczarowane historie – Maria Ewa Letki, il. Elżbieta Wasiuczyńska, Warszawa 2010
- Zając – Dorota Gellner, il. Piotr Rychel, Warszawa 2014
- Bzyk Brzęk – Roksana Jędrzejewska-Wróbel, il. Jona Jung, Warszawa 2011
- Czarusia – Maria Ewa Letki, il. Beata Zdęba, Warszawa 2011
- Król i mgła – Maria Ewa Letki, il. Ewa Poklewska-Koziełło, Warszawa 2012
- Niebieska niedźwiedzica – Joanna M. Chmielewska, il. Jona Jung, Warszawa 2012
- Wścibscy – Dorota Gellner, il. Beata Zdęba, Warszawa 2012
- O Melanii, Melchiorze i panu Przypadku – Roksana Jędrzejewska-Wróbel, il. Paweł Pawlak, Warszawa 2013, 2017
- Cukrowe miasteczko – Danuta Gellnerowa, il. Agnieszka Żelewska, Warszawa 2013
- Mazurek Dąbrowskiego. Nasz hymn narodowy – Małgorzata Strzałkowska, il. Adam Pękalski, Warszawa 2014
- Tuczarnia motyli – Marcin Szczygielski, il. Magda Wosik, Warszawa 2014
- Sanatorium – Dorota Gellner, il. Adam Pękalski, Warszawa 2015
- Bajka o Wojnie – Joanna Rudniańska, il. Piotr Fąfrowicz, Warszawa 2015
- Klątwa dziewiątych urodzin – Marcin Szczygielski, il. Magda Wosik, Warszawa 2016
- Myszka – Dorota Gellner, il. Dobrosława Rurańska, Warszawa 2016
- Praktyczny pan – Roksana Jędrzejewska-Wróbel, il. Adam Pękalski, Warszawa 2016[5]

### Lista Białych Kruków Internationale Jugendbibliothek
- Zielony i Nikt – Małgorzata Strzałkowska, il. Piotr Fąfrowicz, Warszawa 2009, 2014
- Wścibscy – Dorota Gellner, il. Beata Zdęba, Warszawa 2012
- Praktyczny pan – Roksana Jędrzejewska-Wróbel, il. Adam Pękalski, Warszawa 2016
- Jeleń – Roksana Jędrzejewska-Wróbel, il. Grażyna Rigall, Warszawa 2018[6]

## Twórcy

### Autorzy
- Liliana Bardijewska
- Justyna Bednarek
- Joanna Maria Chmielewska
- Krystyna Chołoniewska
- Dorota Gellner
- Grzegorz Gortat
- Nika Jaworowska-Duchlińska
- Roksana Jędrzejewska-Wróbel
- Melania Kapelusz
- Jan Karp
- Marcin Kozioł
- Katarzyna Kozłowska
- Maria Ewa Letki
- Jarosław Mikołajewski
- Łukasz Modelski
- Anna Onichimowska
- Elżbieta Pałasz
- Ida Pierelotkin
- Joanna Rudniańska
- Anna Sójka
- Małgorzata Strzałkowska
- Marcin Szczygielski
- Małgorzata Węgrzecka
- Rafał Witek
- Maria Szajer
- Alfred Znamierowski

### Ilustratorzy
- Katarzyna Bogucka
- Marcin Bruchnalski
- Kacper Dudek
- Zosia Dzierżawska
- Emilia Dziubak
- Aleksandra Fabia
- Piotr Fąfrowicz
- Jona Jung
- Ewa Kozyra-Pawlak
- Aleksandra Kucharska-Cybuch
- Daniel de Latour
- Katarzyna Minasowicz
- Marcin Minor
- Ewa Nawrocka
- Piotr Nowacki
- Marianna Oklejak
- Paweł Pawlak
- Adam Pękalski
- Ewa Poklewska-Koziełło
- Grażyna Rigall
- Dobrosława Rurańska
- Piotr Rychel
- Marianna Sztyma
- Elżbieta Wasiuczyńska
- Magda Wosik
- Beata Zdęba
- Agnieszka Żelewska

## Książki
- Bajki krasnoludka Bajkodłubka – Małgorzata Strzałkowska, il. Jona Jung, Warszawa 2009
- Dzień dobry! Dobranoc… – Małgorzata Strzałkowska, il. Beata Zdęba, Warszawa 2009
- Gdzie jest baranek? – Małgorzata Strzałkowska, il. Beata Zdęba, Warszawa 2009
- Julka Kulka, Fioletka i ja – Rafał Witek, il. Agnieszka Żelewska, Warszawa 2009
- Korona – Małgorzata Strzałkowska, il. Beata Zdęba, Warszawa 2009
- Maleńkie Królestwo królewny Aurelki – Roksana Jędrzejewska-Wróbel, il. Jona Jung, Warszawa 2009, 2018
- Mały Duszek – Małgorzata Strzałkowska, il. Beata Zdęba, Warszawa 2009
- Piłka – Małgorzata Strzałkowska, il. Beata Zdęba, Warszawa 2009
- Stworki z norki – Małgorzata Strzałkowska, il. Beata Zdęba, Warszawa 2009
- Koty, czyli historie z pewnego podwórka – Melania Kapelusz, il. Grażyna Rigall, Warszawa 2009
- Potwór Dyzio i Kraina Zabawy – Elżbieta Pałasz, il. Piotr Rychel, Warszawa 2009
- Gryzmoł – Dorota Gellner, il. Ewa Poklewska-Koziełło, Warszawa 2009
- Tajemnicze sprawy – Maria Ewa Letki, il. Ewa Poklewska-Koziełło, Warszawa 2009
- Zielony i Nikt – Małgorzata Strzałkowska, il. Piotr Fąfrowicz, Warszawa 2009, 2014
- Żółty Smok & Żółty Smok – Małgorzata Węgrzecka, il. Marcin Bruchnalski, Warszawa 2009
- Akademia detektywów – Małgorzata Węgrzecka, il. Marcin Bruchnalski, Warszawa 2010
- Bajki mamy Wrony – Małgorzata Strzałkowska, il. Jona Jung, Warszawa 2010
- Szkoła czarownic – Anna Sójka, il. Grażyna Rigall, Warszawa 2010
- Zaczarowane historie – Maria Ewa Letki, il. Elżbieta Wasiuczyńska, Warszawa 2010
- Czy znacie Wróżkę-Czarownicę? – Elżbieta Pałasz, il. Agnieszka Żelewska, Warszawa 2010
- Krumpel, Dundek i wielka wyprawa – Krystyna Chołoniewska, il. Marcin Bruchnalski, Warszawa 2010
- Czarodziej Prztyk – Małgorzata Strzałkowska, il. Beata Zdęba, Warszawa 2010
- Kolory – Małgorzata Strzałkowska, il. Beata Zdęba, Warszawa 2010
- Krawcowe – Dorota Gellner, il. Jona Jung, Warszawa 2010
- Diabełek – Maria Ewa Letki, il. Agnieszka Żelewska, Warszawa 2010
- Siedmiu wspaniałych i sześć innych, nie całkiem nieznanych historii – Roksana Jędrzejewska-Wróbel, il. Joanna Olechnowicz-Czernichowska, Warszawa 2010
- Wyprawa po skarb – Małgorzata Węgrzecka, il. Marcin Bruchnalski, Warszawa 2010
- Leśne Głupki – tekst i ilustracje: Małgorzata Strzałkowska, Warszawa 2010
- Piosenka dla Karla – Jan Karp, il. Piotr Rychel, Warszawa 2010
- Wiersze do poduchy – Małgorzata Strzałkowska, il. Ewa Poklewska-Koziełło, Warszawa 2010, 2014
- Co ma piernik do wiatraka? – Ida Pierelotkin, il. Aleksandra Kucharska-Cybuch, Warszawa 2011
- Rozmowy ze świnką Halinką – Roksana Jędrzejewska-Wróbel, il. Jona Jung, Warszawa 2011
- W czepku urodzone – Dorota Gellner, il. Kacper Dudek, Warszawa 2011
- O, ja cię! Smok w krawacie! – tekst i ilustracje: Magda Wosik i Piotr Rychel, Warszawa 2011
- Leśne Głupki i coś – tekst i ilustracje: Małgorzata Strzałkowska, Warszawa 2011
- Bzyk Brzęk – Roksana Jędrzejewska-Wróbel, il. Jona Jung, Warszawa 2011
- Czarusia – Maria Ewa Letki, il. Beata Zdęba, Warszawa 2011
- Sto bajek – Jan Brzechwa, il. Piotr Rychel, Warszawa 2011, 2015, 2017
- Wyliczanki z pustej szklanki – Małgorzata Strzałkowska, il. Kacper Dudek, Warszawa 2012
- Świstawka – tekst i ilustracje: Maria Szajer, Warszawa 2012
- Wścibscy – Dorota Gellner, il. Beata Zdęba, Warszawa 2012, 2021
- Wakacje czarownic – Anna Sójka, il. Grażyna Rigall, Warszawa 2012
- Czas meteorów – Anna Onichimowska, il. Piotr Rychel, Warszawa 2012
- Ale zabawa! – Małgorzata Strzałkowska, il. Ewa Nawrocka, Warszawa 2012
- Na łące – Małgorzata Strzałkowska, il. Ewa Nawrocka, Warszawa 2012
- Na podwórku – Małgorzata Strzałkowska, il. Ewa Nawrocka, Warszawa 2012
- W drodze – Małgorzata Strzałkowska, il. Ewa Nawrocka, Warszawa 2012
- W łazience – Małgorzata Strzałkowska, il. Ewa Nawrocka, Warszawa 2012
- W pokoju – Małgorzata Strzałkowska, il. Ewa Nawrocka, Warszawa 2012
- Zielony, Nikt i gadające drzewo – Małgorzata Strzałkowska, il. Piotr Fąfrowicz, Warszawa 2012
- Sznurkowa historia – Roksana Jędrzejewska-Wróbel, il. Agnieszka Żelewska, Warszawa 2012, 2016
- Niebieska Niedźwiedzica – Joanna M. Chmielewska, il. Jona Jung, Warszawa 2012, 2020
- Król i mgła – Maria Ewa Letki, il. Ewa Poklewska-Koziełło, Warszawa 2012
- Kaczka-dziwaczka – Jan Brzechwa, il. Ewa Kozyra-Pawlak i Paweł Pawlak, Warszawa 2012
- O smoku, który lubił krówki – Elżbieta Pałasz, il. Piotr Rychel, Warszawa 2013
- Czarownica piętro niżej – Marcin Szczygielski, il. Magda Wosik, Warszawa 2013, 2019, 2021
- O Melanii, Melchiorze i panu Przypadku – Roksana Jędrzejewska-Wróbel, il. Paweł Pawlak, Warszawa 2013, 2017
- Cukrowe miasteczko – Danuta Gellnerowa, il. Agnieszka Żelewska, Warszawa 2013
- Paweł i Gaweł – Aleksander Fredro, il. Adam Pękalski, Warszawa 2013
- Rzepka – Julian Tuwim, il. Jona Jung, Warszawa 2013
- Zielony, Nikt i ktoś – Małgorzata Strzałkowska, il. Piotr Fąfrowicz, Warszawa 2013
- Mysia orkiestra – Dorota Gellner, il. Emilia Dziubak, Warszawa 2013
- Agencja z o.o. – tekst i ilustracje: Magda Wosik i Piotr Rychel, Warszawa 2013
- Muszla – Joanna M. Chmielewska, il. Agnieszka Żelewska, Warszawa 2013
- Para-Mara – Jarosław Mikołajewski, il. Paweł Pawlak, Warszawa 2014
- Zając – Dorota Gellner, il. Piotr Rychel, Warszawa 2014
- Zając i dziecko – Dorota Gellner, il. Piotr Rychel, Warszawa 2014
- Podróż na jednej nodze – Małgorzata Strzałkowska, il. Marcin Bruchnalski, Warszawa, 2014
- Mazurek Dąbrowskiego. Nasz hymn narodowy – Małgorzata Strzałkowska, il. Adam Pękalski, Warszawa 2014, 2020
- Wiosna, lato, jesień, zima… – Małgorzata Strzałkowska, il. Beata Zdęba, Warszawa 2014
- Siedmiu wspaniałych i sześć innych, nie całkiem nieznanych historii – Roksana Jędrzejewska-Wróbel, il. Marianna Oklejak, Warszawa 2014, 2017, 2019
- Kamienica – Roksana Jędrzejewska-Wróbel, il. Daniel de Latour, Warszawa 2014
- Dyrdymałki – Małgorzata Strzałkowska, il. Katarzyna Bogucka, Warszawa 2014
- Tuczarnia motyli – Marcin Szczygielski, il. Magda Wosik, Warszawa 2014, 2019, 2021
- Florka. Listy do babci – Roksana Jędrzejewska-Wróbel, il. Jona Jung, Warszawa 2015
- Florka. Listy do Józefiny – Roksana Jędrzejewska-Wróbel, il. Jona Jung, Warszawa 2015
- Florka. Z pamiętnika ryjówki – Roksana Jędrzejewska-Wróbel, il. Jona Jung, Warszawa 2015
- Bajka o Wojnie – Joanna Rudniańska, il. Piotr Fąfrowicz, Warszawa 2015
- Dawniej, czyli drzewiej – Małgorzata Strzałkowska, il. Adam Pękalski, Warszawa 2015
- Ręcznikowiec – Joanna M. Chmielewska, il. Emilia Dziubak, Warszawa 2015
- Krecik i motyle – Małgorzata Strzałkowska, il. Kateřina i Zdeněk Miler, Warszawa 2015
- Krecik i sanki – Małgorzata Strzałkowska, il. Kateřina i Zdeněk Miler, Warszawa 2015
- Krecik i sikoreczka – Małgorzata Strzałkowska, il. Kateřina i Zdeněk Miler, Warszawa 2015
- Krecik i śliwki – Małgorzata Strzałkowska, il. Kateřina i Zdeněk Miler, Warszawa 2015
- Tydzień Krecika – Małgorzata Strzałkowska, il. Kateřina i Zdeněk Miler, Warszawa 2015
- Sanatorium – Dorota Gellner, il. Adam Pękalski, Warszawa 2015
- Wiola i Broklyn – Elżbieta Pałasz, il. Piotr Rychel, Warszawa 2015
- Królewna – Roksana Jędrzejewska-Wróbel, il. Marianna Oklejak, Warszawa 2015
- Fach, że ach! – Silvie Sanža, il. Milan Starý, przekład: Bogumiła Nawrot, Warszawa 2016
- Florka. Mejle do Klemensa – Roksana Jędrzejewska-Wróbel, il. Jona Jung, Warszawa 2016
- Koala nie pozwala! – Rafał Witek, il. Emilia Dziubak, Warszawa 2016
- Myszka – Dorota Gellner, il. Dobrosława Rurańska, Warszawa 2016, 2021
- Na pokładzie! – Eva Obůrkova, il. Maria Nerádová, Warszawa 2016
- Za kierownicą! – Eva Obůrkova, il. Maria Nerádová, przekład: Rafał Witek, Warszawa 2016
- Orzeł Biały. Znak państwa i narodu – tekst i wybór ikonografii: Alfred Znamierowski, Warszawa 2016
- Wielka podróż z abecadłem – Małgorzata Strzałkowska, il. Piotr Rychel, Warszawa 2016
- Ale jazda! Historia samochodu – Oldřich Růžička, il. Tomáš Pernický, Kateřina Makaloušová, przekład: Bogumiła Nawrot, Warszawa 2016
- Szaty, stroje, ciuszki – Jana Sedláčková, il. Tomski i Polanski, Jan Vajda, Štěpán Lenk, przekład: Bogumiła Nawrot, Warszawa 2016
- Klątwa dziewiątych urodzin – Marcin Szczygielski, il. Magda Wosik, Warszawa 2016, 2019, 2021
- Praktyczny pan – Roksana Jędrzejewska-Wróbel, il. Adam Pękalski, Warszawa 2016, 2017
- Zamkowe bajeczki – Dorota Gellner, il. Ewa Poklewska-Koziełło, Warszawa 2016
- Pokaz mody. Stwórz własny zeszyt projektów – kreacja i ilustracje: Louise Scott-Smith, opracowanie graficzne: Georgia Vaux, Warszawa 2017
- To twoja książka naukowa – tekst i ilustracje: Harriet Russel, przekład: Bogumiła Nawrot, Warszawa 2017
- Gębolud – Roksana Jędrzejewska-Wróbel, il. Agnieszka Żelewska, Warszawa 2017
- Z Duchem (do) Teatru – tekst i ilustracje: Nika Jaworowska-Duchlińska, Warszawa 2017
- Mydło – Małgorzata Strzałkowska, il. Adam Pękalski, Warszawa 2017
- Pisklak – Dorota Gellner, il. Jona Jung, Warszawa 2017
- Co za ptak robi tak? – Maria Szajer, il. Katarzyna Minasowicz, Warszawa 2017
- Moje cudowne dzieciństwo w Aleppo – Grzegorz Gortat, il. Marianna Sztyma, Warszawa 2017
- Uratuj mnie! – Patrick George, Warszawa 2017, 2019
- Dinozaur na tropie – tekst i ilustracje: Sophie Guerrive, przekład: Rafał Witek, Warszawa 2017
- Pan Kardan i przygoda z vetustasem – Justyna Bednarek, il. Adam Pękalski, Warszawa 2017
- Florka. Zapiski ryjówki – Roksana Jędrzejewska-Wróbel, il. Jona Jung, Warszawa 2017
- Bez piątej klepki – Marcin Szczygielski, il. Magda Wosik, Warszawa 2018, 2019
- Czarodziejski most – Dorota Gellner, il. Marianna Sztyma, Warszawa 2018
- Mój przyjaciel niedźwiedź – tekst i ilustracje: Katarzyna Minasowicz, Warszawa 2018
- Niebostrada – Rafał Witek, il. Piotr Rychel, Warszawa 2018
- Portrety – Dorota Gellner, il. Ewa Poklewska-Koziełło, Warszawa 2018
- Podręcznik dla poszukiwaczy przygód i piratów – Andrea Schwendemann, il. Dorina Tessmann, przekład: Krystyna Bratkowska, Warszawa 2018
- Czarownica Irenka – Agnieszka Żelewska, Warszawa 2018
- Jeleń – Roksana Jędrzejewska-Wróbel, il. Grażyna Rigall, Warszawa 2018
- Atlas zjaw i potworów z całego świata – Federica Magrin, il. Laura Brenlla, przekład: Ewa Nicewicz-Staszowska, Warszawa 2018
- Mama Gęś – Małgorzata Strzałkowska, il. Adam Pękalski, Warszawa 2018
- Zatruty spiner – Sven Jönsson, il. Zosia Dzierżawska, Warszawa 2019
- Śliska sprawa – Sven Jönsson, il. Zosia Dzierżawska, Warszawa 2019
- Telefon Oliwki – Sven Jönsson, il. Zosia Dzierżawska, Warszawa 2019
- Głodomorek – Dorota Gellner, il. Piotr Rychel, Warszawa 2019
- Historia zwierzaka z wieszaka – Dorota Gellner, il. Beata Zdęba, Warszawa 2019
- Dziwaki – Maria Szajer, il. Kacper Dudek, Warszawa 2019
- Leśne Ludki i mnóstwo szukania – tekst i ilustracje: Małgorzata Strzałkowska, Warszawa 2019
- Złodziej widmo – Sven Jönsson, il. Zosia Dzierżawska, Warszawa 2019
- Uratuj Ziemię! – kreacja i ilustracje: Patrick George, Warszawa 2019
- Pomylony narzeczony – Marcin Szczygielski, il. Magda Wosik, Warszawa 2019
- Pracownia Aurory – Roksana Jędrzejewska-Wróbel, il. Jona Jung, Warszawa 2019
- Pociąg grozy – Sven Jönsson, il. Zosia Dzierżawska, Warszawa 2019
- Mała historia kuchni. Dzieje się je – Łukasz Modelski, il. Adam Pękalski, Warszawa 2020
- Historia zwierzaka zza krzaka – Dorota Gellner, il. Beata Zdęba, Warszawa 2020
- Przepraszam, żabo! – Małgorzata Strzałkowska, il. Piotr Nowacki, Warszawa 2020
- Ściskam w pasie, kontrabasie! – Dorota Gellner, il. Marcin Minor, Warszawa 2020
- Przedszkole imienia Barbary Wiewiórki – Rafał Witek, il. Aleksandra Fabia, Warszawa 2020
- O kruku, który chciał zostać papugą – Katarzyna Kozłowska, il. Agnieszka Żelewska, Warszawa 2020
- Co jedzą czarownice? – Marcin Szczygielski, il. Magdalena Wosik, Warszawa 2020
- Spisek zombie – Sven Jönsson, il. Zosia Dzierżawska, Warszawa 2021
- Logopedyczne prztyczki – Małgorzata Strzałkowska, il. Piotr Rychel, Warszawa 2021
- A jak? A tak! – Małgorzata Strzałkowska, Warszawa 2021
- Bzdury na temat góry – Dorota Gellner, il. Beata Zdęba, Warszawa 2021
- O sołtysie Salomonku i tęczy – Marcin Szczygielski, il. Adam Pękalski, Warszawa 2021
- Frania – Dorota Gellner, il. Adam Pękalski, Warszawa 2021
- Bajka o bąkach i jednym trzmielu – Marcin Kozioł, il. Piotr Rychel, Warszawa 2021
- Plaster Czarownicy i inne baśnie – Małgorzata Strzałkowska, il. Piotr Fąfrowicz, Warszawa 2021
- Małpi biznes – Sven Jönsson, il. Zosia Dzierżawska, Warszawa 2021